# Benjamín Solís Menéndez
Benjamín Solís Menéndez (Chalchuapa, 4 de mayo de 1932), era un compositor, pianista, organista y director de coro salvadoreño.

## Biografía
Nació en Chalchuapa, Departamento de Santa Ana, el 4 de mayo de 1932. Sus padres: Juan Antonio Paniagua Solís y Luisa Elena Menéndez de Solís (ya fallecidos). En 1956 contrajo matrimonio con la profesora María Rhina Pineda, y fruto de este matrimonio son sus hijos: Rina Elizabeth Solís de Amaya, Mauricio Benjamín Solís Pineda y Elena Raquel Solís de Rais.
Desde muy temprana edad mostró inclinaciones musicales, y su madre le instruye en sus primeros conocimientos. Más tarde ingreso a la Escuela Nacional de Música "Rafael Olmedo" en San Salvador, Donde obtuvo conocimientos de las Técnicas Musicales Básicas incluyendo el estudio del piano y la flauta. Continuó sus estudios en el Conservatorio Nacional para iniciar estudios de Armonía y composición.
Benjamín Solís Menéndez es pianista, organista, compositor, arreglista y director de coros. Esta última especialidad la obtuvo mediante estudios realizados en San José de Costa Rica y el Centro Cristiano para las Artes de México, D.F. La mayor parte de su vida la ha dedicado a la enseñanza musical y a la dirección coral. Ha trabajado como docente a nivel Parvulario, Tercer Ciclo, Bachillerato y Normal.
Como director de coro, participa en la inauguración y clausura de los V Juegos Centroamericanos en 1994 con el coro "Nueva Vida", con el que también formó parte de la Compañía de Opera de Viena (Austria), presentando la opereta "El Murciélago" de Johann Strauss y la "Viuda Alegre" de Franz Lehar, en el mismo año.
Ha dirigido muchos coros, entre ellos están: Coro Nacional de EL Salvador, Coro de la Primera Iglesia Bautista de El Salvador, Coro del I.S.S.S., Coro Juvenil y Coro Infantil del Liceo Cristiano "Reverendo Juan Bueno", con este último se grabaron los vídeos titulados "Whosoever!" y "Jesus Is Coming", en los que también participan coros de Estados Unidos, Checoslovaquia y las Islas Fiyi.
Como compositor, ha extraído las fibras más profundas de la vida salvadoreña, la potencial riqueza de su agreste paisaje. Su música produce hondas evocaciones del alma autóctona. Sus composiciones se clasifican en: Regionales, Románticas, Didácticas, Religiosas y Clásicas.
Sus obras más conocidas de carácter regional, son: "Mis Caites", "Guanaquita Ausente", "Casamiento Pueblerino", "Acuarela Campesina" y "Los Inditos". Entre su música Romántica están: "Nocturno de Amor" (dedicada a su esposa), "Recuérdame" y "Bahía de Jiquilisco". Música Religiosa: "Bendícenos, Señor (letra de su esposa)" y "Cristo, tu nombre es exaltado" (letra de su esposa). Clásica: Música del "Salmo 8" (Coro y Orquesta) y "Sinfonía No.1 en Sol mayor". Es también creador de un método de Órgano y Piano.
Ha compuesto los himnos siguientes: "Himno al trabajador Pueblo Salvadoreño" (Música premiada por la Cámara de Comercio de El Salvador), Himno del Liceo Cristiano "Revdo. Juan Bueno" (con letra de su esposa), Himno de la Escuela Ciudad Normal "Alberto Masferrer" (ya desaparecida) y otros.
En el año 2004 fue reconocido por el FLADEM (Foro Latinoamericano de Educación Musical), como Miembro Honorario Distinguido, siendo el primer Salvadoreño en recibir este reconocimiento, por su apoyo y difusión a la identidad latinoamericana. En ese contexto se produjo un disco con 10 temas de su autoría, de corte latinoamericano, llamado Nostalgia. 
Recibe en julio del 2005 un reconocimiento especial de ASOSAL (Asociación de Salvadoreños en Los Ángeles) por su aporte a la difusión de la cultura latinoamericana, ese mismo mes recibe un homenaje y reconocimiento especial por parte del Alcalde de la Ciudad de Los Ángeles, California por su aporte a la difusión de la Cultura y la Música Salvadoreña. Así mismo es invitado a dar diferentes conferencias en los Estados Unidos de América.
Miembro Fundador de la Fundación Valores y Arte de El Salvador, entidad que promueve las diferentes disciplinas del arte con valores morales y cristianos.  Siendo también Director Fundador del Coro Cristiano de El Salvador, de esta misma Fundación. 
La última composición escrita por el Maestro Benjamín Solís Menéndez es el Himno de la Universidad Evangélica de El Salvador cuya letra fue escrita por su esposa, la maestra María Rhina Pineda de Solís.

## Reconocimientos
- 1973 Reconocimiento como compositor Nacional (Festival Coral Estudiantil MMEE).
- 1985 Primer lugar "Himno al trabajador pueblo Salvadoreño (Cámara de Comercio de El Salvador).
- 2001 Reconocimiento por "Sinfonía Milenio en G Mayor (CONCULTURA).
- 2004 Miembro Honorario del Fladem (FLADEM).
- 2005 Reconocimiento por su aporte a la Difusión de la Cultura Salvadoreña (ASOSAL).
- 2006 Reconocimiento del Ballet Folclóorico de El Salvador y CONCULTURA (Ballet Folclórico de El Salvador y CONCULTURA).
- 2016 Asamblea Legislativa aprueba declararlo como "Artista Distinguido de El Salvador" abril de 2016.
- 2017 Galardonado con "El Sol de Justicia", reconocimiento otorgado por la Universidad Evangélica de El Salvador.

## Producciones
- 1993 "Método de Piano Vol 1-5".
- 1973 "El Cristo de Nazaret".
- 1980 "La Gratitud de un Niño".
- 2004 "Disco Nostalgia".
- 2004 "Libro Nostalgia".
- 2004 "Libro Dirección Coral".